# West Chatham (Massachusetts)
West Chatham es un lugar designado por el censo ubicado en el condado de Barnstable en el estado estadounidense de Massachusetts. En el Censo de 2010 tenía una población de 1.410 habitantes y una densidad poblacional de 166,08 personas por km².

## Geografía
West Chatham se encuentra ubicado en las coordenadas 41°40′54″N 69°59′34″O / 41.68167, -69.99278. Según la Oficina del Censo de los Estados Unidos, West Chatham tiene una superficie total de 8.49 km², de la cual 7.47 km² corresponden a tierra firme y (12.05%) 1.02 km² es agua.

## Demografía
Según el censo de 2010, había 1.410 personas residiendo en West Chatham. La densidad de población era de 166,08 hab./km². De los 1.410 habitantes, West Chatham estaba compuesto por el 96.17% blancos, el 1.77% eran afroamericanos, el 0.07% eran amerindios, el 0.57% eran asiáticos, el 0% eran isleños del Pacífico, el 0.64% eran de otras razas y el 0.78% pertenecían a dos o más razas. Del total de la población el 2.34% eran hispanos o latinos de cualquier raza.